# Hyloscirtus princecharlesi
La rana de torrente de Cuellaje (Hyloscirtus princecharlesi) es una especie de rana de la familia Hylidae. Es una especie endémica de Ecuador. Se ha encontrado únicamente en una localidad en la cordillera de Toisán (provincia de Imbabura)entre los 2720 y los 2794 m. Habita en arroyos con cascadas en bosque nublado.
Se cree que puede estar en peligro de extinción debido a la pérdida de su hábitat, el cambio climático, agentes patógenos y otros riesgos.
Tiene un dorso negro con un abundante moteado naranja. El vientre es negro con manchas amarillentas. Los discos digitales son grises. Los machos miden alrededor de 70mm.
Su descripción científica fue hecha por Luis A. Coloma et al. en la revista científica Zootaxa en 2012. Su nombre es un patronímico que hace honor a al príncipe Carlos de Gales, debido a su labor en pro de la conservación de las selvas tropicales.
Hyloscirtus princecharlesi es el taxón hermano de Hyloscirtus ptychodactylus. Hyloscirtus princecharlesi se encuentra dentro del clado más grande del grupo Hyloscirtus larynopygion que además incluye a H. ptychodactylus, H. tigrinus, H. psarolaimus, H. criptico, H. pacha e H. staufferorum.